# Kontermarsch (Leibesstrafe)
Kontermarsch bezeichnet eine militärische Leibesstrafe, die bis ins 19. Jahrhundert wegen mehr oder weniger schwerer Vergehen durch Kriegs- oder Standgericht über einfache Soldaten verhängt wurde.
Der Kontermarsch war in der Landarmee die Art von Bestrafung, die über denjenigen Sträfling verhängt wurde, der sich nicht dem Spießrutenlauf unterziehen wollte. Diese Bestrafung wurde auch in der Marine teilweise angewendet. Der Sträfling wurde hierfür auf eine Bank gebunden. Die gesamte Kompanie ging dann an dem Sträfling vorbei und jeder einzelne Soldat musste ihm einen Hieb geben.